# Claudio Circhetta
Claudio Circhetta (Muttenz, 18 de novembro, 1970) é um árbitro da Suíça.
E um árbitro de categoria internacional.